# Вінцентово (Вишковський повіт)
Вінцентово (пол. Wincentowo) — село в Польщі, у гміні Жонсьник Вишковського повіту Мазовецького воєводства.
Населення — 84 особи (2011).
У 1975-1998 роках село належало до Остроленцького воєводства.

## Демографія
Демографічна структура станом на 31 березня 2011 року:
|          | Загалом | Допрацездатний вік | Працездатний вік | Постпрацездатний вік |
| -------- | ------- | ------------------ | ---------------- | -------------------- |
| Чоловіки | 42      | 6                  | 33               | 3                    |
| Жінки    | 42      | 8                  | 25               | 9                    |
| Разом    | 84      | 14                 | 58               | 12                   |